# 索尼亞·阿西拉
索尼亞·阿西拉（1991年8月20日—）是一名阿爾及利亞柔道運動員，曾代表國家參加2012年倫敦奧運的女子柔道重量級比賽和2016年里約奧運的女子柔道重量級比賽，兩次均未能獲得獎牌。